# Alfred Keller
Alfred Keller (19 de septiembre de 1882, Bochum, Imperio alemán - 11 de febrero de 1974, Berlín, Alemania occidental) fue general en la Luftwaffe de la Alemania nazi durante la Segunda Guerra Mundial y comandó la Luftflotte 1. Su carrera en las Fuerzas Armadas Alemanas Imperiales comenzó en 1897; se convirtió en uno de los generales más condecorados de la antigua Luftwaffe. Posteriormente fue Korpsführer del Cuerpo Nacionalsocialista de Aviadores.

## Segunda Guerra Mundial

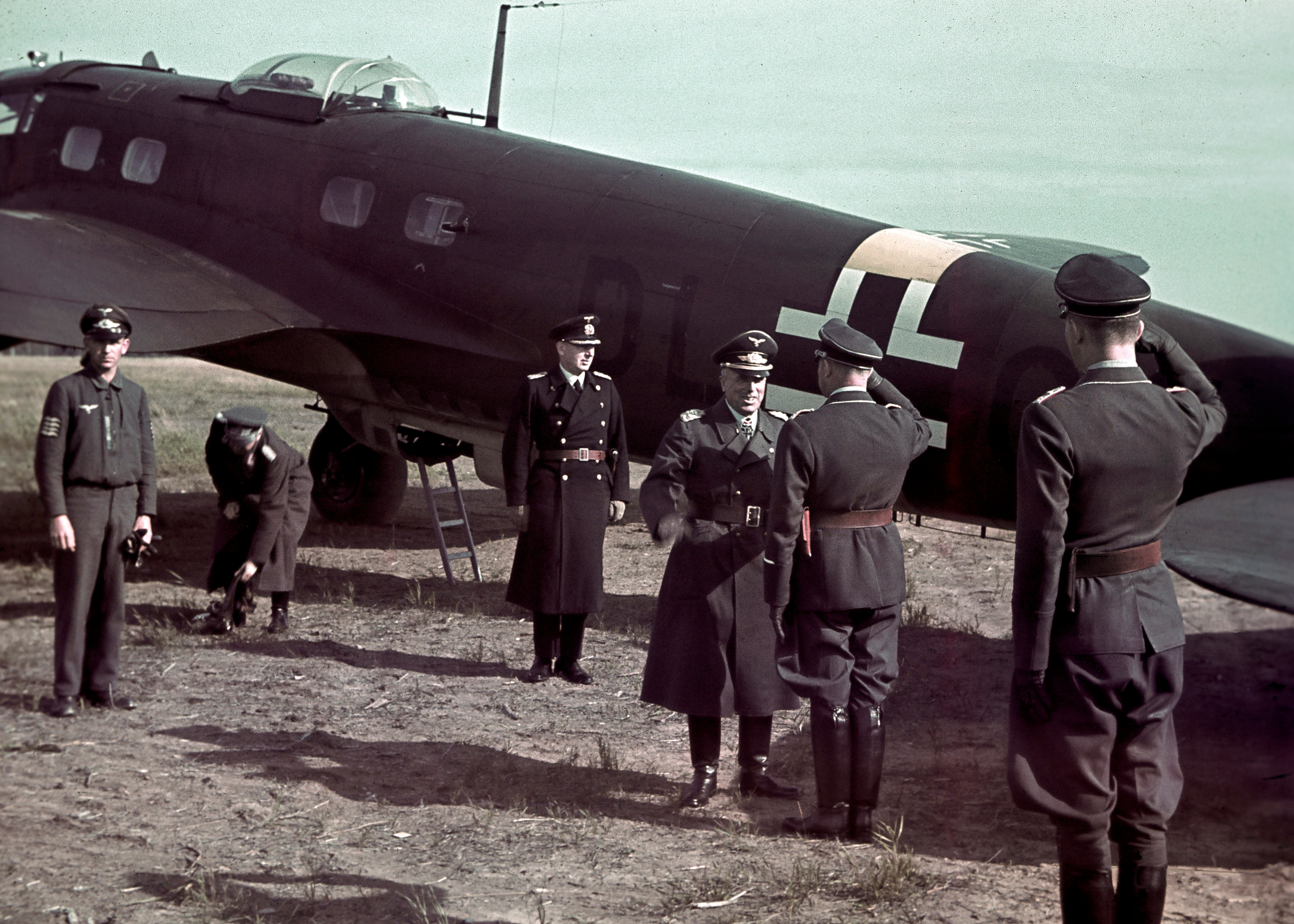
Keller llega a Mensuvaara, Finlandia.

En septiembre de 1939, cuando comenzó la Segunda Guerra Mundial, el general Alfred Keller comandó el 4º Cuerpo Aéreo durante la invasión de Polonia, asumiendo este mando el 13 de octubre de 1939. Las siguientes campañas, durante las campañas contra Noruega, los Países Bajos, Bélgica y la Batalla de Francia, ordenó a Luftflotte 2 con el general Albert Kesselring como su superior. Keller recibió la Cruz de Caballero de la Cruz de Hierro el 24 de junio de 1940 como comandante del 4º Cuerpo Aéreo. Poco después, el 19 de julio de 1940, fue ascendido a Generaloberst. El 19 de agosto de 1940, durante la Batalla de Inglaterra, Alfred Keller fue nombrado comandante de Luftflotte 1 y comandante de la Fuerza Aérea - Este. Keller dirigió esta formación muy enérgicamente durante la invasión de la Campaña de los Balcanes y más tarde durante la Operación Barbarroja, donde predominantemente apoyó al Grupo de Ejércitos Norte. Keller permaneció con Luftflotte 1 hasta el 12 de junio de 1943, cuando se retiró del servicio activo a la edad de 61 años, reemplazado por el 16 años más joven Günther Korten. Sin embargo, continuó desempeñando funciones importantes en el Cuerpo Nacionalsocialista de Aviadores (Nationalsozialistisches Fliegerkorps; NSFK), una unidad paramilitar que organizó para formar una reserva civil de pilotos. Fue Korpsführer del NSFK desde el 26 de junio de 1943, hasta la rendición alemana el 8 de mayo de 1945. Hacia el final de la guerra, Keller era responsable del departamento de armas antitanque de la Luftwaffe.

## Vida posterior
Con la capitulación alemana el 8 de mayo de 1945, Keller se convirtió en un prisionero británico, siendo mantenido como prisionero de guerra hasta 1947. En la década de 1950 se convirtió en uno de los primeros presidentes de la Asociación de Destinatarios de la Cruz de Caballero. Keller murió en Berlín, en 1974 a los 91 años.

## Premios y condecoraciones
- Pour le Mérite, Primera Guerra Mundial
- Cruz de Caballero de la Cruz de Hierro (como General der Flieger y comandante general de la IV. Fliegerkorps)(24 de junio de 1940)

- Datos: Q66199
- Multimedia: Alfred Keller / Q66199